# جاي دبليو. بروس
جاي دبليو. بروس (بالإنجليزية: J. W. Bruce)‏ هو رياضياتي بريطاني، ولد في 11 يناير 1952.